# سلامة (اسم)
سلامة هو اسم علم مذكر ومؤنث من أصل عربي، ومعناه هو البراءة من كل عيب العافية النجاة من المصائب، وسلامة حاضنة إبراهيم بن محمد ﷺ.

## شخصيات تحمل الاسم
- سلامة الخفاجي (سياسية عراقية، القرن 20 – )
- سلامة القس (704 – )
- سلامة إسماعيل (سبّاحة مصرية، 30 سبتمبر 1986 – )
- سلامة إلياس (ممثل مصري، 27 فبراير 1911 – 19 أكتوبر 1994)
- سلامة بن جندل
- سلامة بنت بطي القبيسي (7 يناير 1889 – 10 أبريل 1960)
- سلامة حجازي (1852[3] – 4 أكتوبر 1917[4])
- سلامة حماد (سياسي أردني، 1944 – )
- سلامة عبيد (1921 – 1984)
- سلامة موسى (4 فبراير 1887 – 4 أغسطس 1958)

## وصلات خارجية
- موسوعة السلطان قابوس لأسماء العرب نسخة محفوظة 5 أبريل 2019 على موقع واي باك مشين.